# Washington Lions
I Washington Lions sono stati una squadra di hockey su ghiaccio dell'American Hockey League con sede nella capitale statunitense Washington. Nacquero nel 1941 e si sciolsero definitivamente nel 1949; nel corso degli anni sono stati affiliati alla franchigia dei Montreal Canadiens.

## Storia
I Washington Lions furono fondati nel 1941 come nuova franchigia iscritta alla American Hockey League; essi giocarono per due stagioni come farm team dei Montreal Canadiens, formazione della National Hockey League.
Con l'entrata degli Stati Uniti nella seconda guerra mondiale la squadra si ritirò dal campionato, mentre una formazione omonima prese parte alla Eastern Hockey League fra il 1944 ed il 1947. I Lions ritornarono in AHL nel 1947 disputando due ulteriori stagioni prima del trasferimento della squadra a Cincinnati nell'Ohio, dove assunse il nome di Cincinnati Mohawks. Nelle stagioni successive fu ricreata un'altra squadra chiamata ancora Lions e partecipante alla Eastern Hockey League nei periodi 1951-53 e 1954-57.

### Affiliazioni
Nel corso della loro storia i Washington Lions sono stati affiliati alle seguenti franchigie della National Hockey League:
- Montreal Canadiens: (1941-1943)

## Record stagione per stagione
| Stagione         | Division | Gare | V  | S  | P | Punti | GF  | GS  | Piazzamento | Play-off                       |
| ---------------- | -------- | ---- | -- | -- | - | ----- | --- | --- | ----------- | ------------------------------ |
| Washington Lions |          |      |    |    |   |       |     |     |             |                                |
| 1941-42          | East     | 56   | 20 | 30 | 6 | 46    | 160 | 172 | 3°          | perde 1º turno (Cleveland) 0-2 |
| 1942-43          | AHL      | 56   | 14 | 34 | 8 | 36    | 184 | 272 | 7°          |                                |
| 1947-48          | East     | 68   | 17 | 45 | 6 | 40    | 241 | 369 | 6°          |                                |
| 1948-49          | East     | 68   | 11 | 53 | 4 | 26    | 179 | 401 | 6°          |                                |

## Record della franchigia

### Singola stagione
Gol: 37  Louis Trudel (1941-42)
Assist: 33  Jim O'Neil (1941-42)
Punti: 66  Louis Trudel (1941-42)
Minuti di penalità: 118  Harry Dick (1948-49)